# بند هیرو
بند هیرو (انگلیسی: Band Hero) یک بازی ویدئویی در سبک بازی موزیک ویدئو است که توسط اکتیویژن و در سال ۲۰۰۹ و در پلت‌فرم‌های نینتندو دی‌اس، وی، ایکس‌باکس ۳۶۰، پلی‌استیشن ۲، و پلی‌استیشن ۳ منتشر شده‌است.